# 马尔蒂·涅米宁
马尔蒂·涅米宁（芬蘭語：Martti Nieminen，1891年11月3日—1941年3月29日），芬兰男子摔跤运动员。他曾代表芬兰参加1920年夏季奥林匹克运动会摔跤比赛，获得男子古典式重量级铜牌。